# Teodosio de Bitinia
Teodosio de Bitinia, también conocido como Teodosio de Trípoli (c. siglo II-siglo I a. C.) fue un matemático y astrónomo de la Antigua Grecia conocido por su libro Sphearica en el que se recopilan los conocimientos hasta la época relativos a la geometría esférica, usados especialmente en astronomía.

## Biografía
Existe bastante confusión en torno a la persona de Teodosio, sobre su lugar de nacimiento y sobre las fechas en las que vivió. Algunas fuentes lo sitúan en Trípoli mientras que otras lo sitúan en Bitinia, en la actual Turquía. También hay confusión en torno a la época en la que vivió. Según Heath (1981), la confusión procede de los comentarios de Suidas quien parece dio la misma personalidad a diversos personajes, todos de nombre Teodosio. Siempre según Heath (1981), lo más probable es que Teodosio fuese natural de Bitinia y viviese antes del año 20 a. C.
El trabajo de Teodosio de Bitinia se centró en el estudio de las matemáticas relacionadas con la esfera. Sobre este tema escribió el tratado llamado Sphearica compuesto de tres libros. El primero contiene 22 proposiciones, el segundo 23 y el tercero 14, todas ellas demostradas a la manera puramente geométrica de los antiguos. El objetivo del autor en este trabajo era establecer los principios de la astronomía y explicar los diferentes fenómenos de los que trata esta. Con esta visión, Teodosio hizo lo que Euclides había hecho con respecto a los elementos de geometría. Reunió en un solo cuerpo las diferentes proposiciones descubiertas hasta la fecha por astrónomos y geómetras, lo que parece indicar que la teoría era poco conocida y entendida de manera imperfecta. Estos libros fueron utilizados por Ptolomeo así como por escritores posteriores y fueron traducidas por los árabes a su idioma desde el griego. Del árabe, el trabajo de Teodosio fue traducido al latín y publicado en Venecia. Sin embargo, la versión árabe era defectuosa y una versión más completa en latín y griego fue publicada en París en 1556 por el profesor de astronomía Jean Pena. Los trabajos de Teodosio también fueron comentados por Clavius, Hologanius y Guarinus, y por De Chales en sus Cursus Mathematicus. Sin embargo, una de las versiones de Sphearica más usada es la del Isaac Barrow de 1675, ilustrada y demostrada siguiendo un método nuevo y más conciso.
Aparte de Sphaerica se conservan otras dos obras de Teodosio de Bitinia: De Habitationibus y De Dicbus et Noctibus. En el primero, Teodosio explica los diferentes fenómenos debidos a la rotación de la Tierra y las regiones particulares del cielo que son visibles para habitantes de diferentes zonas. El segundo tratado está compuesto por dos libros que contienen 13 y 19 proposiciones, respectivamente, y en él Teodosio considera el arco de la eclíptica descrito por el Sol cada día con la idea de determinar las condiciones en las que el solsticio ocurre en el meridiano de un lugar dado, y para que el día y la noche tengan realmente la misma duración en los equinoccios. También apunta que las variaciones en la duración del día y de la noche se deben de repetir tras cierto tiempo si la duración del año solar es un número entero de veces la duración del día completo.
Además de estas tres obras, Vitruvio cita a Teodosio como uno de los posibles inventores de un reloj de sol que podía usarse en cualquier lugar de la Tierra.
Entre los traductores de su obra, además de Barrow, cabe destacar a Francesco Maurolico, quien tradujo su obra en el siglo XVI.